# OU Водолея
OU Водолея (лат. OU Aquarii) — одиночная переменная звезда в созвездии Водолея на расстоянии (вычисленном из значения параллакса) приблизительно 6224 световых лет (около 1908 парсеков) от Солнца. Видимая звёздная величина звезды — от +10,5m до +9,9m.

## Характеристики
OU Водолея — красный гигант, пульсирующая медленная неправильная переменная звезда (LB) спектрального класса M. Радиус — около 90,35 солнечных, светимость — около 1358,716 солнечных. Эффективная температура — около 3687 К.